# 誇示
| ウィキペディアには「誇示」という見出しの百科事典記事はありません（タイトルに「誇示」を含むページの一覧/「誇示」で始まるページの一覧）。 代わりにウィクショナリーのページ「誇示」が役に立つかもしれません。 |